# Palivizumab
Il palivizumab (nome commerciale Synagis, prodotto dalla MedImmune) è un anticorpo monoclonale ottenuta dalla tecnologia del DNA ricombinante. viene usato per la prevenzione delle infezioni da virus respiratorio sinciziale (RVS). È indicato nei neonati ad alto rischio per la prematurità o altri problemi.
Il Palivizumab è un anticorpo monoclonale umanizzato (IgG) diretto contro l'epitopo di un sito antigenico A della proteina F del RVS.
In uno studio clinico di fase III su una popolazione pediatrica ha ridotto il rischio di ospedalizzazione dovuto ad infezione da RVS in una buona percentuale di casi.
Il target farmacologico del Palivizumab è la proteina di fusione del RSV di cui ne viene inibita l'entrata dentro la cellula, grazie al legame con il farmaco, e prevenedo così l'infezione.
Il farmaco va somministrato per via intramuscolare per tutta la durata stagionale delle infezioni da RVS.

## Uso medico
Palivizumab è usato per ridurre il rischio di virus respiratorio sinciziale nei bambini ad aumentato rischio di malattia grave. L'American Academy of Pediatrics ha pubblicato le linee guida per l'uso di palivizumab. Gli aggiornamenti più recenti a queste raccomandazioni si basano su nuove informazioni riguardanti la stagionalità del VRS, la farmacocinetica del palivizumab, l'incidenza dei ricoveri in bronchiolite, l'effetto dell'età gestazionale e altri fattori di rischio sui tassi di ricovero del VRS, la mortalità dei bambini ricoverati con infezione da VRS, l'effetto di profilassi su respiro sibilante e isolati RSV resistenti al palivizumab.
Tutti i bambini di età inferiore a un anno che sono nati a <29 settimane (cioè ≤28 settimane, 6 giorni) di gestazione sono raccomandati per usare palivizumab. Neonati di età inferiore a un anno con displasia broncopolmonare (cioè nati a una gestazione <32 settimane e necessitavano di ossigeno supplementare per i primi 28 giorni dopo la nascita) e neonati di età inferiore ai due anni con displasia broncopolmonare che richiedono terapia medica (ad es. Ossigeno supplementare, glucocorticoidi, diuretici) entro sei mesi dall'anticipata stagione di RSV si raccomanda di usare palivizumab come profilassi.
Altri potenziali gruppi target per la profilassi del palivizumab includono:
- Neonati di età inferiore a un anno con cardiopatia congenita emodinamicamente significativa.
- Neonati di età inferiore a un anno con disturbi neuromuscolari che compromettono la capacità di eliminare le secrezioni dalle vie aeree superiori o anomalie polmonari.
- Bambini di età inferiore ai due anni immunocompromessi (ad esempio quelli con immunodeficienza combinata grave; quelli di età inferiore ai due anni sottoposti a trapianto polmonare o trapianto di cellule staminali ematopoietiche) durante la stagione del VRS.

- Bambini con sindrome di Down che presentano ulteriori fattori di rischio per le infezioni del tratto respiratorio inferiore.

### Palivizumab
- (EN) John P. Cloherty, Eric C. Eichenwald e Ann R. Stark, Manual of neonatal care, Lippincott Williams & Wilkins, 2008,  pp. 47–, ISBN 978-0-7817-6984-6.
- (EN) Ralph D. Feigin, Textbook of pediatric infectious diseases, Elsevier Health Sciences, 2004,  pp. 3208–, ISBN 978-0-7216-9329-3.
- (EN) Charles R. Craig e Robert E. Stitzel, Modern pharmacology with clinical applications, Lippincott Williams & Wilkins, 2004,  pp. 581–, ISBN 978-0-7817-3762-3.
- (EN) accessdate Jay P. Rho e Stan G. Louie, Handbook of pharmaceutical biotechnology, Psychology Press, 2003,  pp. 37–, ISBN 978-0-7890-1635-5.